# Памятники Бендер
Список памятников и мемориалов города Бендеры

включая утраченные (выделены курсивом)
| Персонаж                                   | Год установки    | Местоположение      | Авторы (скульпторы; архитекторы)                      | Фото | Примечания и ссылки |
| ------------------------------------------ | ---------------- | ------------------- | ----------------------------------------------------- | ---- | ------------------- |
| Матиасу Миллеру                            |                  | Бендерская крепость |                                                       |      |                     |
| Александру Сергеевичу Пушкину (статья)     | 6 июня 1980 года |                     | Скульптор: М. С. Альтшулер. Архитектор: Ф. К. Казаку. |      |                     |
| 55-му пехотному Подольскому полку (статья) | 1912             |                     |                                                       |      |                     |

## Памятники на территории Бендерской крепости
- Памятник Суворову Александру Васильевичу[1]
- Памятник Раевскому Николаю Николаевичу
- Памятник Кутузову Михаилу Илларионовичу
- Памятник Румянцеву-Задунайскому Петру Алексеевичу
- Памятник Витгенштейну Пётру Христиановичу
- Памятник Мюнхгаузену Карлу Фридриху
- Памятник Котляревскому Ивану Петровичу
- Памятник Панину Петру Ивановичу — за пределами крепости

## Памятник Славным борцам за власть Советов
Памятник Славным борцам за власть Советов (парк Октябрьский) — сооружён в приднестровском городе Бендеры в 1969 году в честь 50-летия Бендерского вооружённого восстания против румынской оккупации.
Расположен на берегу Днестра. Высота — 18 метров. На цоколе памятника с двух сторон помещены стилизованные изображения эпизодов революционной борьбы из цветной гранитной мозаики. Решённый в свободных асимметричных формах, он напоминает группу знамён с развёрнутыми ветром полотнищами.
- Художник М. Буря.
- Архитектор В. Меднек.

## Памятник Павлу Ткаченко
Памятник Павлу Ткаченко (ул. Ленина) — открыт 9 апреля 1961 года в приднестровском городе Бендеры в честь 60-летия со дня рождения видного деятеля подпольного коммунистического движения Бессарабии и Румынии, активного участника Бендерского вооружённого восстания Павла Дмитриевича Ткаченко.
Сооружён на средства, собранные комсомольцами и молодёжью города Бендеры и прилегающих районов. До 1972 года размещался на привокзальной площади, затем был перенесён на площадь перед Дворцом культуры им. Павла Ткаченко.
- Архитектор: С. М. Шойхет.
- Скульпторы: Н. Эпельбаум, Б. Эпельбаум-Марченко.

## Памятник Тамаре Кручок

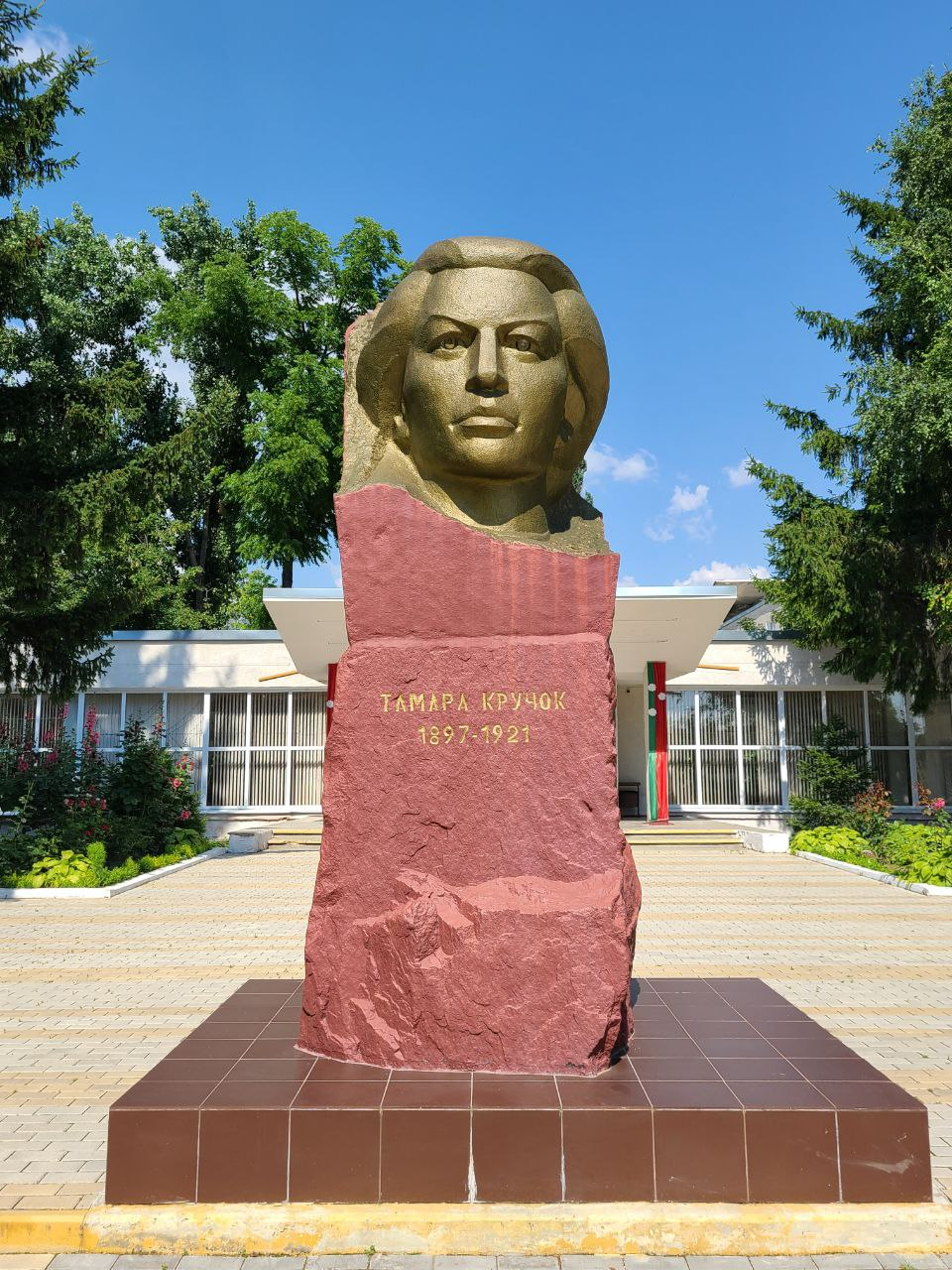
Памятник Тамаре Кручок в Бендерах

Памятник Тамаре Кручок (ул. Тамары Кручок) — открыт в канун 70-летия со дня установления Советской власти в Молдавии в честь активной участницы борьбы против румынской оккупации Бессарабии Тамары Кручок.
На открытии памятника присутствовали ветераны партии, участники Бендерского революционного подполья, представители горкома КПСС и исполкома горсовета народных депутатов, предприятий и организаций города, школьники. Право перерезать алую ленту, опоясывающую памятник, было предоставлено участникам Бессарабского революционного подполья В. Р. Дидык-Пономарёвой и А. С. Чоклиной.
На митинге выступили А. С. Чоклина, секретарь горкома комсомола М. Антуфьева, работница швейной фабрики Н. Рыльцова, учащаяся средней школы № 15 М. Канцыр.

## Памятник «Жертвам Холокоста»
Памятник «Жертвам Холокоста» (парк Октябрьский) — сооружён в 2002 году в приднестровском городе Бендеры в память о бендерчанах-евреях, убитых фашистами в годы Великой Отечественной войны.
23 июля 1941 года Красная Армия оставила Бендеры. Сразу же после начала оккупации в городе было создано гетто. Тогда же 58 евреев были расстреляны во рву Бендерской крепости, многие евреи были убиты в предместье Бендер. 31 августа 1941 года Германия и Румыния подписали в Бендерах соглашение о депортации евреев в концентрационные лагеря в Транснистрии.

## Памятник в честь 40-летия освобождения г. Бендеры от немецко-румынских захватчиков
Памятник в честь 40-летия освобождения г. Бендеры от немецко-румынских захватчиков (парк Победы) — открыт в приднестровском городе Бендеры 22 августа 1984 года в честь 40-летия освобождения города от немецко-румынских захватчиков советскими войсками в ходе Ясско-Кишинёвской стратегической наступательной операции.
Сооружён на общественные средства.
- Художники: Е. П. Панченко, Н. И. Рыковский, В. М. Зюзин.
- Архитекторы: Г. А. Райлян, Ф. К. Казаку, Я. З. Дяченко, И. Г. Пашкан.

## Памятник «Чёрный тюльпан»
Памятник «Чёрный тюльпан» (пл. Героев) — открыт 8 мая 1998 года в приднестровском городе Бендеры в память о 15-ти бендерчанах, погибших в Афганистане при исполнении интернационального долга. Своё название получил в честь советского самолёта «Чёрный тюльпан» (Ан-12), увозившего погибших советских военнослужащих (груз 200) с территории Афганистана в ходе советско-афганской войны.

## Памятник сотрудникам Бендерского УВД
Памятник сотрудникам Бендерского УВД (ул. Дзержинского) — открыт 10 ноября 1998 года в приднестровском городе Бендеры в память о сотрудниках Бендерского Управления Внутренних Дел, погибших при исполнении служебного долга.

## Памятники Владимиру Ильичу Ленину

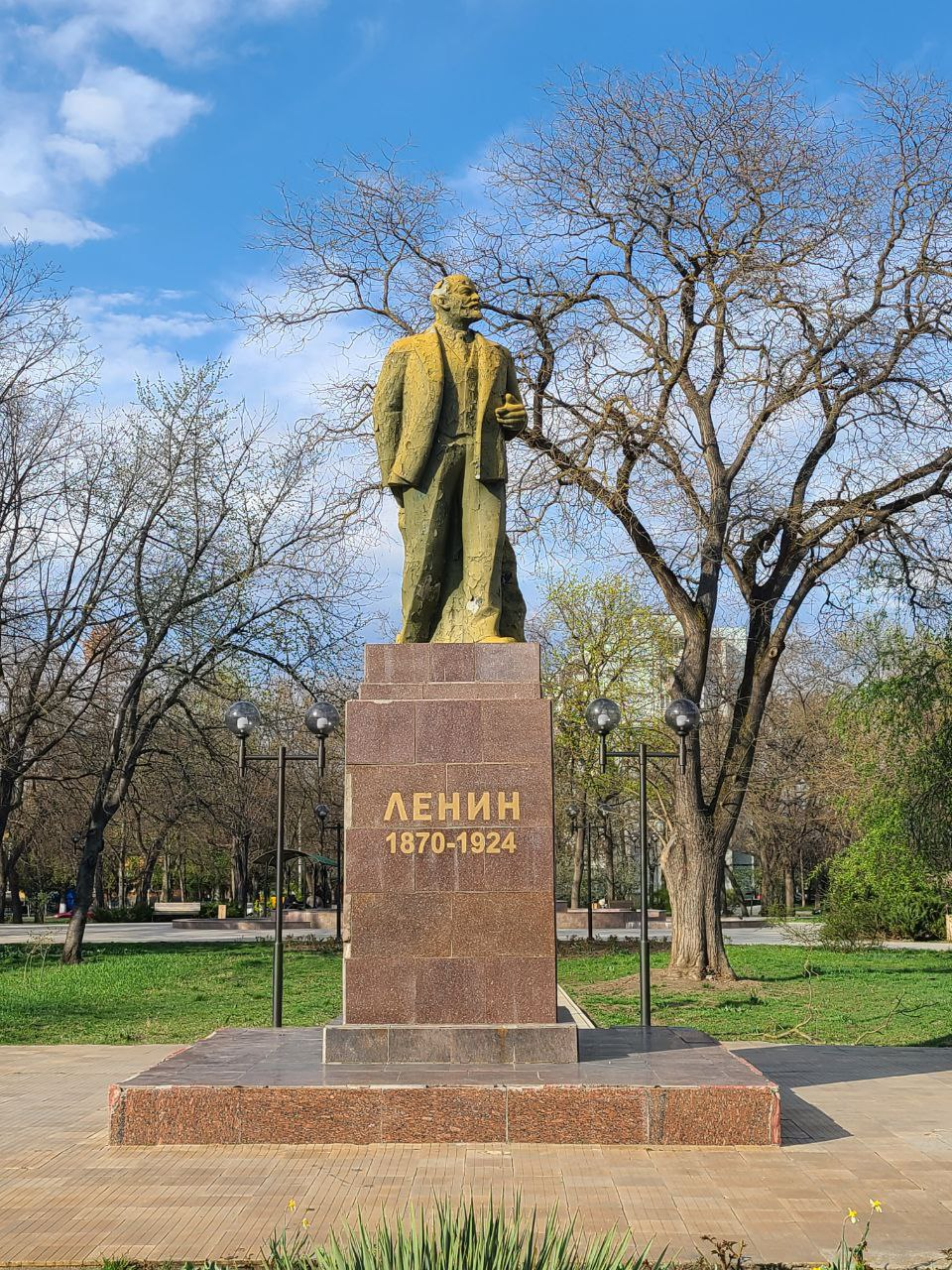
Памятник Ленину в сквере Ленинского Комсомола

- Памятник В. И. Ленину (парк Ленинского Комсомола)
- Памятник В. И. Ленину (ул. Московская)

## Бюст Александра Васильевича Суворова
- Бюст Александра Васильевича Суворова (с. Гыска) — установлен в честь выдающегося русского полководца.

- Бюст Александра Васильевича Суворова (г. Бендерская крепость) — установлен в честь выдающегося русского полководца, открыт в 2011 году.

## Памятник Воину-Миротворцу

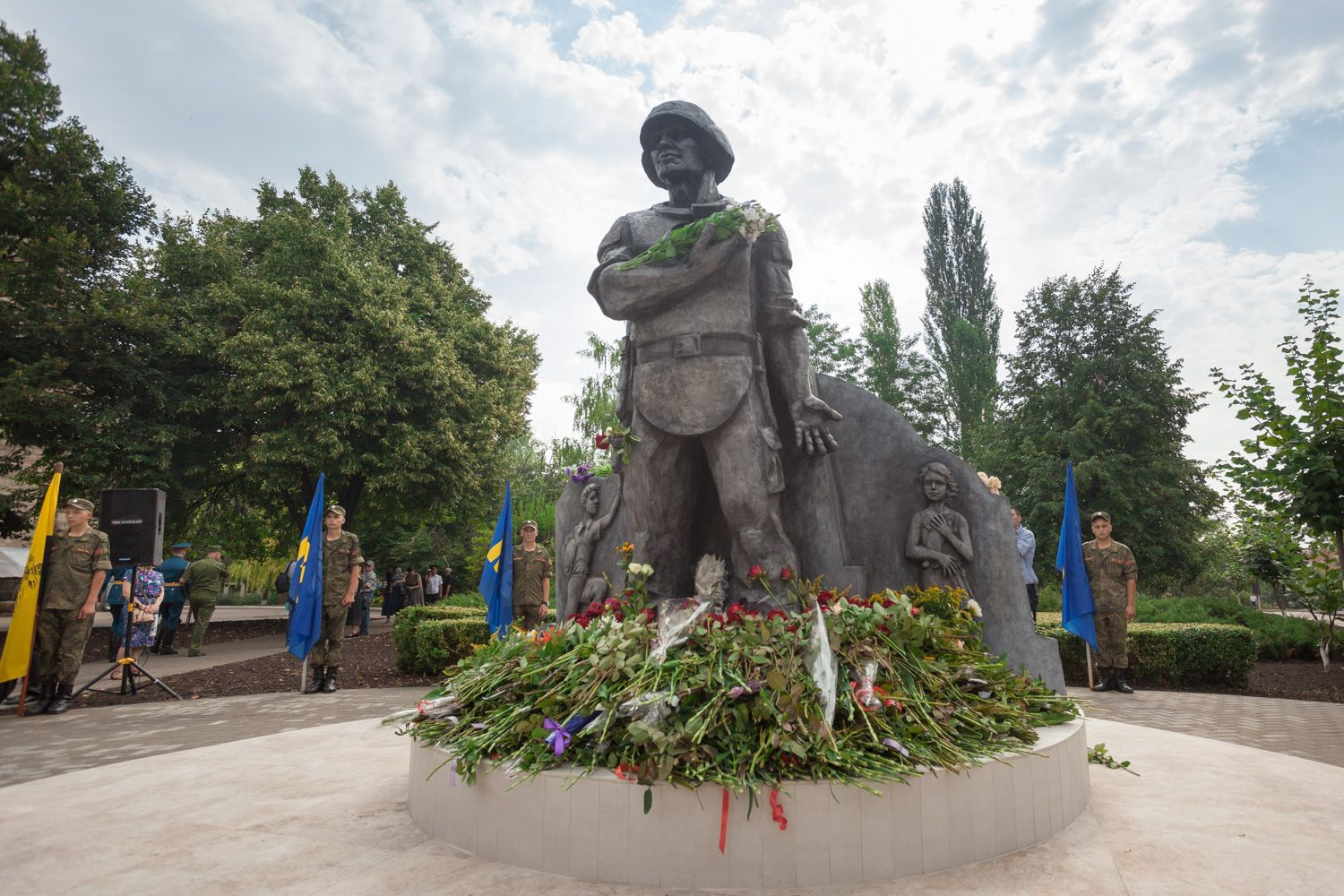
Памятник Воину-Миротворцу

27 июля 2017 года был открыт памятник Воину-Миротворцу, автором которого стал ректор Бендерского высшего художественного колледжа Сергей Горбаченко.

## Памятные знаки

### Памятный знак «Приказ Сталина»
Памятный знак «Приказ Сталина» (пл. Освобождения) — установлен в честь освобождения г. Бендеры от немецко-румынских захватчиков во время Великой Отечественной войны.

### Памятный знак «Слава Труду»
Памятный знак «Слава Труду» (ул. Индустриальная)

### Памятный знак советским разведчикам
Памятный знак советским разведчикам (с. Протягайловка) — установлен на месте захоронения двоих разведчиков погибших при освобождении г. Бендеры от немецко-румынских захватчиков во время Великой Отечественной войны.

### Памятный знак Карлу XII
Памятный знак Карлу XII (с. Варница) — установлен румынскими оккупационными властями в 1925 году, по просьбе Швеции, на месте, где располагался третий лагерь шведского короля, укрывавшегося в Бендерах от преследований Петра I.

### Памятный знак Ивану Мазепе
Памятный знак Ивану Мазепе (с. Варница) — установлен в 1999 году, якобы, на месте смерти И. Мазепы. На гранитной стеле высечена надпись на украинском языке: «На этом месте 22 сентября 1709 года умер гетман Украины Иван Мазепа».

## Мемориальные доски
В честь известных бендерчан установлен ряд мемориальных досок:
| Фото                             | Название               | Год  | Авторы | Тема | Место нахождение   |
| -------------------------------- | ---------------------- | ---- | ------ | ---- | ------------------ |
| Внешние медиафайлы Григорий Ечин | Ечин Григорий Павлович | ???? |        |      | Бендеры, ул. Ечина |
| Внешние медиафайлы               |                        |      |        |      |                    |
|                                  | Григорий Ечин          |      |        |      |                    |